# Рио-Гранде-де-Сантьяго
Рио-Гранде-де-Сантьяго (исп. Río Grande de Santiago) — река в центральной Мексике, в штатах Халиско и Наярит. Длина составляет 443 км, площадь бассейна — 125 тысяч км². Средний расход воды — 380 м³/с.
Вытекает из озера Чапала на высоте 1524 м, впадает в Тихий океан.
Протекая по ущельям Западной Сьерра-Мадре, образует множество водопадов и порогов.
В период с 2004 по 2007 годы на ней была построена ГЭС Эль-Кахон, а в 60 км ниже по течению расположена ГЭС Агуамильпа, построенная в 1997 году. Последней была введена в строй 6 ноября 2012 года самая верхняя ГЭС каскада: Ла-Еска.